# Fin che la barca va (programma televisivo)
Fin che la barca va è un programma televisivo italiano di genere talk show e rotocalco, in onda su Rai 3 dal 10 marzo 2025 nella fascia dell'access prime time dal lunedì al venerdì, ideato e condotto da Piero Chiambretti.

## Il programma
Il programma, che ricorda lo stesso titolo dell'omonimo brano del 1970 della cantante Orietta Berti, è un programma di interviste, riflessioni e approfondimenti su «dove si sta andando e in quali acque si sta navigando», dove gli invitati effettivamente sono passeggeri a bordo della motonave «Livia Drusilla», situata sul fiume Tevere nei pressi di Castel Sant'Angelo. Il claim della trasmissione è: «siamo tutti nella stessa barca». Una condizione che ha espresso bene Papa Francesco in una preghiera sulla precarietà del vivere contemporaneo.
Chiambretti pone interrogativi a figure di primo piano del mondo dello spettacolo, del giornalismo e dello sport – introdotti da una «Carta d'imbarco» sulla carriera del personaggio intervistato – per discutere e confrontarsi su questioni attuali: «la barca va» – recita il testo del brano –, «lasciala andare», tuttavia Piero Chiambretti ironicamente aggiunge fin dalla prima puntata il motto «ma dovete remare!».
È realizzato dalla Direzione Intrattenimento Prime Time della Rai e dal CPTV di Roma. In ogni puntata un drone riprende dall'alto la barca, si alternano le interviste «Taxi Populi» poste alla gente coinvolgendola da «opinionisti eccellenti della strada», un documento video delle Teche Rai viene trasmesso sui cambiamenti nei costumi, vengono offerti servizi di approfondimento, rivelati i filmati dal backstage relativi alla puntata precedente, scelti i titoli delle notizie dalle testate per la rubrica «Testate». Il suono della sirena della motonave conclude la singola puntata.
All'inizio del programma Piero Chiambretti legge il bollettino meteo dell'Aeronautica militare italiana prima della navigazione.

### Curiosità
Il primo passeggero è stato l'arcivescovo Vincenzo Paglia: «se Benedetto XVI lo ha elevato alla dignità di arcivescovo, la tv lo ha elevato a quella di "personaggio"», ha commentato il critico televisivo Aldo Grasso nella sua prima recensione al programma.
La sigla e gli stacchetti del programma sono affidati alle note della Cavalcata delle Valchirie di Richard Wagner, o su sollecitazione del conduttore – riprendendo l'espressione di bongiorniana memoria di «Regia, fiato alle trombe!» del Rischiatutto con la regia di Piero Turchetti – parte un cenno del coro dall'oratorio Il Messiah (Hallelujah) di Georg Friedrich Händel; ancora, si ascolta talvolta The End di Bernard Herrmann.
Le caricature degli ospiti sono realizzate da Arturo Villone.
Durante il programma vengono attraversati otto ponti di Roma. Da sotto il ponte Umberto I viene ripreso l'austero palazzo della Corte Suprema di Cassazione.
La puntata del venerdì 14 marzo 2025 fu trasmessa dal Ponte Cavour di Roma, poiché per motivi di sicurezza la Protezione civile diramò l'obbligo di chiusura delle banchine del fiume Tevere a causa del maltempo.
Fra le citazioni culturali cinematografiche Chiambretti ha mandato in onda vari estratti del film Oscar di Paolo Sorrentino, La grande bellezza, che propose riprese panoramiche romane con il dolly, dal fiume Tevere verso l'alto, inquadrando il passaggio di ecclesiastici con una candela accesa dalla banchina del corso fluviale o dai ponti, sullo sfondo notturno della Basilica di San Pietro in Vaticano assieme alle note di The Lamb, opera a cappella composta dal baronetto John Tavener.
La prima edizione si conclude con una rassegna dei personaggi intervistati, accompagnata dalla musica di Andrea Laszlo De Simone con il suo brano Vivo del 2021.

## Edizioni
| Edizione | Anno | Conduzione        | Periodo       | Periodo        | Puntate | Regia               | Location     |
| Edizione | Anno | Conduzione        | Inizio        | Fine           | Puntate | Regia               | Location     |
| -------- | ---- | ----------------- | ------------- | -------------- | ------- | ------------------- | ------------ |
| 1ª       | 2025 | Piero Chiambretti | 10 marzo 2025 | 11 aprile 2025 | 25      | Piergiorgio Camilli | Fiume Tevere |

## Puntate e ascolti

### Prima edizione (2025)
| Puntata | Messa in onda  | Ascolti        | Ascolti | Ascolti | Ospiti                 |
| Puntata | Messa in onda  | Telespettatori | Share   | Fonte   | Ospiti                 |
| ------- | -------------- | -------------- | ------- | ------- | ---------------------- |
| 1       | 10 marzo 2025  | 871 000        | 4,20%   | [ 9 ]   | Vincenzo Paglia        |
| 2       | 11 marzo 2025  | 977 000        | 4,80%   | [ 10 ]  | Paolo Mieli            |
| 3       | 12 marzo 2025  | 980 000        | 4,90%   | [ 11 ]  | Barbara Alberti        |
| 4       | 13 marzo 2025  | 870 000        | 4,20%   | [ 12 ]  | Giordano Bruno Guerri  |
| 5       | 14 marzo 2025  | 997 000        | 5,10%   | [ 13 ]  | Giovanna Botteri       |
| 6       | 17 marzo 2025  | 889 000        | 4,30%   | [ 15 ]  | Ilenia Pastorelli      |
| 7       | 18 marzo 2025  | 871 000        | 4,30%   | [ 16 ]  | Claudio Lotito         |
| 8       | 19 marzo 2025  | 830 000        | 4,40%   | [ 17 ]  | Tommaso Cerno          |
| 9       | 20 marzo 2025  | 978 000        | 4,80%   | [ 18 ]  | Fausto Bertinotti      |
| 10      | 21 marzo 2025  | 1 036 000      | 5,40%   | [ 19 ]  | Francesca Pascale      |
| 11      | 24 marzo 2025  | 945 000        | 4,60%   | [ 20 ]  | Paola Minaccioni       |
| 12      | 25 marzo 2025  | 995 000        | 5,10%   | [ 21 ]  | Carlo Calenda          |
| 13      | 26 marzo 2025  | 1 046 000      | 5,30%   | [ 22 ]  | Marco Travaglio        |
| 14      | 27 marzo 2025  | 1 046 000      | 5,40%   | [ 23 ]  | Pier Ferdinando Casini |
| 15      | 28 marzo 2025  | 996 000        | 5,20%   | [ 24 ]  | Antonio Di Bella       |
| 16      | 31 marzo 2025  | 915 000        | 4,60%   | [ 25 ]  | Fulvio Abbate          |
| 17      | 1º aprile 2025 | 1 098 000      | 5,60%   | [ 26 ]  | Rosy Bindi             |
| 18      | 2 aprile 2025  | 854 000        | 4,40%   | [ 27 ]  | Maurizio Landini       |
| 19      | 3 aprile 2025  | 801 000        | 4,20%   | [ 28 ]  | Giovanni Donzelli      |
| 20      | 4 aprile 2025  | 1 010 000      | 5,60%   | [ 29 ]  | Matteo Renzi           |
| 21      | 7 aprile 2025  | 909 000        | 4,70%   | [ 30 ]  | Achille Occhetto       |
| 22      | 8 aprile 2025  | 975 000        | 4,90%   | [ 31 ]  | Alessandro Sallusti    |
| 23      | 9 aprile 2025  | 1 022 000      | 5,30%   | [ 32 ]  | Pif                    |
| 24      | 10 aprile 2025 | 977 000        | 5,20%   | [ 33 ]  | Oscar Farinetti        |
| 25      | 11 aprile 2025 | 919 000        | 5,20%   | [ 34 ]  | Stefania Battistini    |
| Media   | Media          | 919 000        | 4,87%   |         |                        |

## Programmazione
| Edizione | Rete televisiva | Anno      | Stagione          | Orario      | Durata | Programmazione | Programmazione | Programmazione | Programmazione | Programmazione | Programmazione | Programmazione | Collocazione      |
| Edizione | Rete televisiva | Anno      | Stagione          | Orario      | Durata | L              | M              | M              | G              | V              | S              | D              | Collocazione      |
| -------- | --------------- | --------- | ----------------- | ----------- | ------ | -------------- | -------------- | -------------- | -------------- | -------------- | -------------- | -------------- | ----------------- |
| 1ª       | Rai 3           | 2024-2025 | inverno-primavera | 20:15-20:40 | 25 min |                |                |                |                |                |                |                | Access prime time |

## Critica televisiva
Secondo Avvenire, attraverso il nuovo format, «Chiambretti questa volta esce dagli studi per tornare all'aperto, ma non più alla strada, che ha fatto la sua fortuna iniziale, bensì al fiume, in navigazione sul Tevere e per di più materialmente e simbolicamente controcorrente».